# 금계속
금계속(학명: Chrysolophus)은 꿩과에 속하는 새의 한 속이다.